# Ariadna Efron
Pour les articles homonymes, voir Efron.
Ariadna Sergueïevna Efron (russe : Ариадна Сергеевна Эфрон), née le 18 septembre 1912 à Moscou et morte le 26 juillet 1975 à Taroussa, fille de la poétesse Marina Tsvetaïeva et de l'ancien agent soviétique Sergueï Efron, est une peintre, écrivaine et traductrice russe.

## Biographie
En 1922, elle suit ses parents en exil à Berlin, étudie dans un lycée russe en Tchécoslovaquie, puis fait ses études supérieures à Paris, à l’École du Louvre et à l’École des arts appliqués. En 1937, elle travaille à Moscou comme journaliste et illustratrice à l’Union des journaux et revues. Arrêtée en 1939, elle est condamnée en 1939 pour contre-espionnage à huit ans de « rééducation par le travail » ; elle correspond avec Boris Pasternak. Libérée en 1947, elle est de nouveau arrêtée 18 mois plus tard, emprisonnée, puis déportée à Touroukhansk sur les bords de l’Ienisseï. Elle est libérée et réhabilitée en 1955, deux ans après la mort de Staline. Elle consacre ses vingt dernières années à la réhabilitation de son père et à l'édition de l'œuvre de sa mère.

## Œuvres
- Ariadna Sergueievna Efron et Boris Leonidovitch Pasternak, Lettres d'exil : 1948-1957, Albin Michel, 1988 (ISBN 978-2-226-03269-0 et 9782226032690, OCLC 419885771, lire en ligne)
- Ariadna Sergueievna Efron, Marina Tsvetaeva, ma mère, Paris, Éds. des Syrtes, impr. 2007, cop. 2008, 254 p. (ISBN 978-2-84545-137-7 et 2845451377, OCLC 494771523, BNF 41219558, lire en ligne)Marie-José Selaudoux, « Une poétesse dans la tourmente russe, Marina Tsvetaeva ma mère, d’Ariadna Efron » [PDF]
- Ariadna Sergueievna Efron, Chronique d'un goulag ordinaire : 1942-1955, Paris, Phébus, 2005, 283 p. (ISBN 978-2-7529-0061-6 et 9782752900616, OCLC 177502484, BNF 39926131, lire en ligne)Philippe Poisson, « Chronique d'un goulag ordinaire », sur Le blog de Philippe Poisson (consulté le 2 mai 2018)« Ariane Efron, Lettre d’un goulag ordinaire », sur Terres de femmes (consulté le 2 mai 2018)
- Tsvetaeva, Marina Ivanovna et Préfacier : Ariadna Sergeevna Efron, Poèmes, Paris, Librairie du Globe, 1993, 254 p. (ISBN 978-2-85536-026-3 et 9782855360263, OCLC 30525644, BNF 35582467, lire en ligne)

## Biographie
- (de) Elaine Feinstein, Marina Zwetajewa : eine Biographie, Frankfurter Verl.-Anst, 1990 (ISBN 3627100182 et 9783627100186, OCLC 243443982, lire en ligne)
- « Une vie, une œuvre - Ariadna Efron (1912-1975), dans les labyrinthes de l’Histoire » [audio], sur France Culture
- « Ariadna Efron - Babelio », sur www.babelio.com (consulté le 2 mai 2018)